# (351) Yrsa
(351) Yrsa es un asteroide perteneciente al cinturón de asteroides descubierto el 16 de diciembre de 1892 por Maximilian Franz Wolf desde el observatorio de Heidelberg-Königstuhl, Alemania.
Se desconoce la razón del nombre.